# Città di Glenorchy
La città di Glenorchy è una delle 29 local government areas che si trovano in Tasmania, in Australia. Essa si estende su di una superficie di 120 chilometri quadrati ed ha una popolazione di 44.179 abitanti. La sede del consiglio si trova a Glenorchy.